# ساندا
ساندا (Chinese: 散打؛ pinyin: Sǎndǎ)، سابقا Sanshou (بالصينية: 散手؛ بينيين: Sǎnshǒu)، تُعرف أيضًا باسم الملاكمة الصينية أوالكيك بوكسينغ الصينية، وهي رياضة قتالية رسمية للعبة الكيك بوكسينغ الصينية. ساندا هو نظام قتالي تم تطويره في الأصل من قبل الجيش الصيني بناءً على دراسة وممارسات الكونغ فو التقليدية وتقنيات القتال القتالية الحديثة؛ فهو يجمع بين الملاكمة والكيك بوكسينغ التلامس الكامل، والذي يتضمن مسافة قريبة واللكمات والركلات المتتالية السريعة، مع المصارعة، والإسقاط، والرمي، والاكتساح، والركل، وفي بعض المسابقات، حتى ضربات الكوع والركبة.

## وصلات خارجية
- International Wushu Federation official Website
- ICMAC - Official ISKA Sanctioned Sanda & Kung Fu Tournaments Worldwide
- International Kickboxing Federation - IKF - official website - Sanshou Competition Rules